# 骠国古城遗址
骠国古城遗址（英語：Pyu Ancient Cities）指位于缅甸的、保留有围墙和护城河的多座砖砌古城市遗址。这些遗址反映了公元前200年至公元900年间繁荣了千余年的骠国文化。骠国并非统一国家，而是骠人在上缅甸建立的一系列城邦的统称。这些城邦位于伊洛瓦底江流域的干旱区中，却有着广阔的灌溉景观。
在这些古城市遗迹中，罕林、毗湿奴城和室利差呾罗这三个城市的遗址已被部分发掘，挖掘出的遗址包括宫殿城堡、墓地和制造场所，以及巨大的砖制佛塔、部分仍直立的墙壁和水管理设施，其中一些设备今日仍在使用，以支撑有组织的集约化农业。这三个城市的遗址已于2014年5月被列入世界遗产名单，未来可能会有更多的骠国古城市遗址被列入。

## 主要遗址

### 罕林遗址

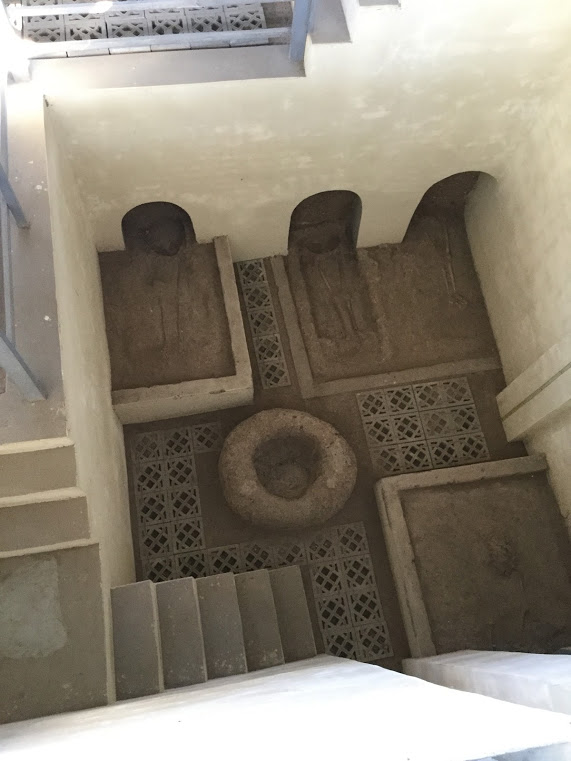
发掘出的罕林遗址

早在青铜时代，罕林就有人类活动。大约在公元前一世纪，罕林开始有城镇出现。大约在七世纪，骠国的中心从室利差呾罗迁到了位于干旱区域的罕林，但室利差呾罗仍执行和外界国家如中国的贸易功能。1904-05年、1929-30年、1962-1967年和1963-2012年，缅甸国家博物馆和图书馆的考古部们进行了多次考古发掘，在罕林市、Shwegugyyi Pagoda的南部和北部地区、旧哈林镇发掘出了宫城、火葬场、制造工地、佛塔砖碑、大小不一的城墙和水利设施等。还出土了十一具化石状态的人类骨骼。
罕林的考古发掘发现了有十二座城门的城墙，有护城河的痕迹。这座城市呈长方形，面积为541.4公顷。位于火山物质起伏的地形上，距伊洛瓦底江约16公里，距穆河西侧约27公里。在发掘区还发现了据说具有治疗作用的温泉。一个特别有趣的发现是在被命名为HL-22的挖掘地点，三组可追溯到公元二世纪的立石板表明了巨石文化。

### 毗湿奴城遗址

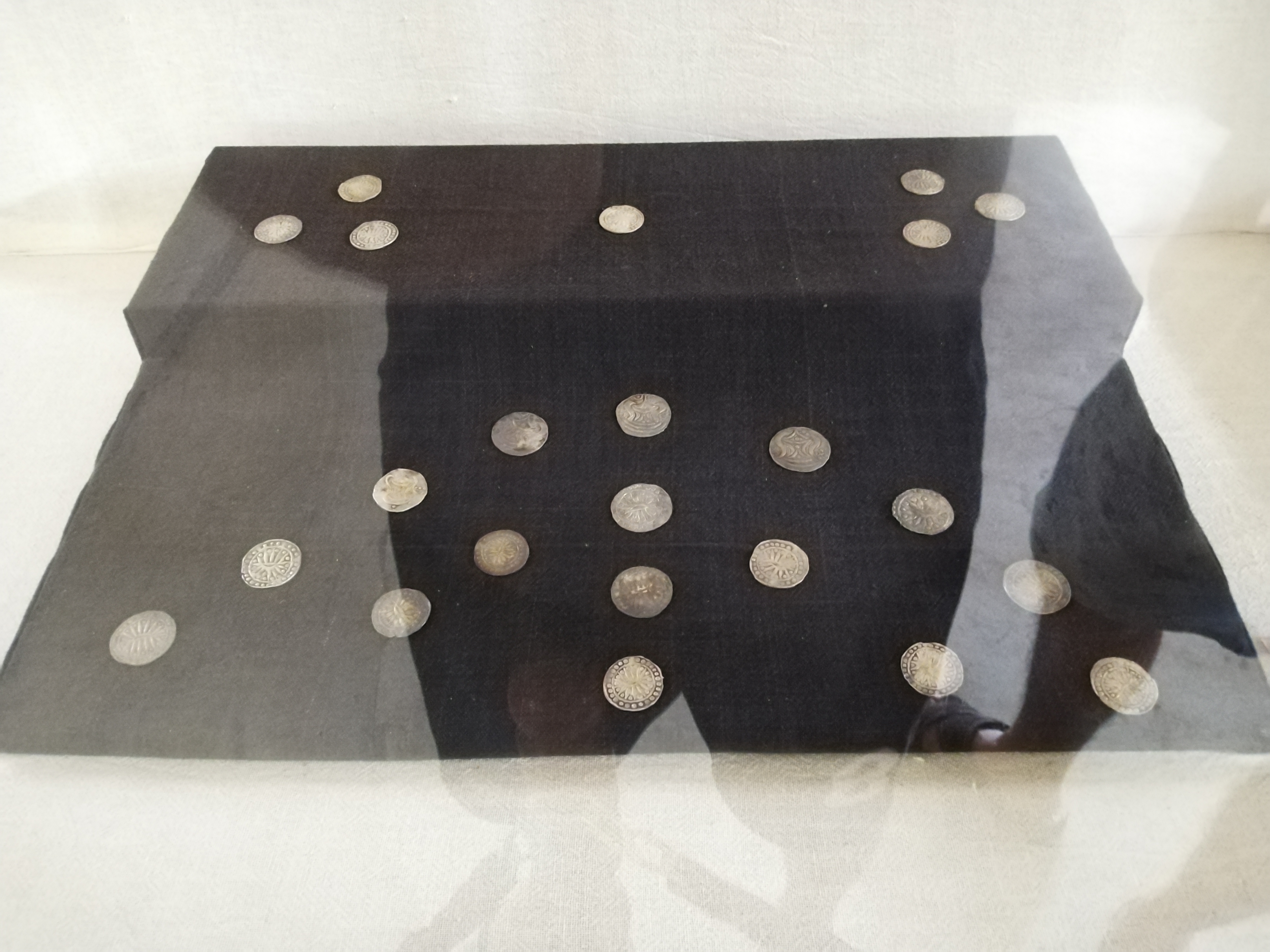
毗湿奴城出土的古银币

毗湿奴城在今日的Taungdwingyi附近。是已发掘的年代最古老的骠国城市遗址。发掘出的建筑、陶器、手工制品和人骨的年代被确定为公元前200年到公元100年间.。以印度教神毗湿奴为名的这座城市也许是骠国城邦时期的第一座首都。遗址具有3公里乘以1公里的外墙，内部大约300公顷是高大的要塞建筑。城墙和要塞有六米高，根据碳-14纪年法测定，年代约为公元前180年到公元610年。和之后的很多城市一样，墙的主要入口通往朝东的宫殿。
传统上认为，毗湿奴是由来自上缅甸的仍然具有传奇色彩的Tagaung王朝的公主Pan Htwar创立的。这座城市的沦陷则源于室利差呾罗的统治者，他洗劫了这座城市，制服了公主，俘虏了她并最终娶了她。在这个国家的历史研究的现阶段，传说中的人物特征已经无法真实识别。但毗湿奴废墟表明，传说可能是从真实事实的核心中产生的。

### 室利差呾罗

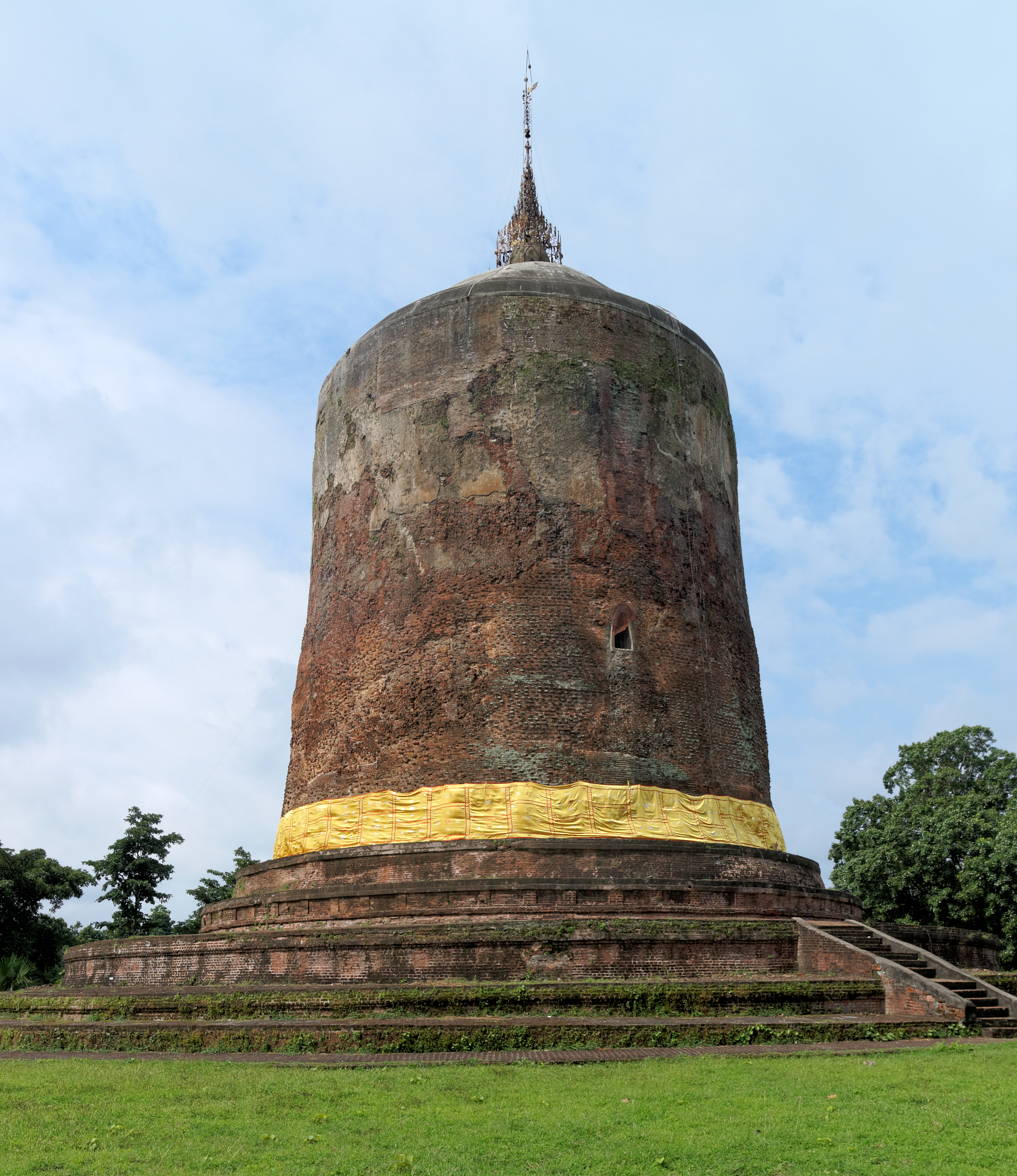
室利差呾罗的包包支佛塔

室利差呾罗字面意思是“财富之域”或“荣耀之域”，位于伊洛瓦底江沿岸。是目前发现的最大的骠国城市遗址。其巨大城墙包围的城内区域达到1600公顷左右，还具有类似大小的城外区域。室利差呾罗是吴哥时代之前东南亚最大的城市。大部分材料的年代都在公元七世纪到九世纪之间，但最近的学术研究表明，在此之前的几个世纪里，此处的骠国文化就已十分活跃。
室利差呾罗是骠国大部分艺术遗产的所在地。佛教传入骠国之后，艺术品大大增多，但早期文化的作品较为少见。大量幸存的材料表明了丰富的视觉文化得到了斯里克塞特拉的骠国人的认可。公元 648年的玄奘的《大唐西域记》和675年的义庆用了“室利差呾罗”这个名字，称它是一个佛国。

## 衰落
在公元九世纪左右室利差呾罗逐渐衰落，唐大和六年（832年），骠国败于南诏，大量骠国人被掠往拓东城，骠国自此衰落，其属国部落民族也逐渐退入山区，被缅人边缘化，最终骠国被缅族建立的蒲甘王国取代，但骠国的文化为蒲甘王朝的工艺品奠定了基础。最后提到骠国的文物是在蒲甘发现的，它是一块十二世纪的石头，上面刻有骠文、孟文、缅甸文和巴利文的铭文。